# منتخب الولايات المتحدة لكرة اليد للسيدات
منتخب الولايات المتحدة لكرة اليد للسيدات هو الممثل الرسمي لدولة الولايات المتحدة في رياضة كرة اليد. شارك في بطولة العالم لكرة اليد للسيدات 5 مرات وكانت المشاركة الأولى في سنة 1975، كان أفضل مركز له فيها هو الحادي عشر. شارك في كرة اليد في الألعاب الأولمبية الصيفية 4 مرات وكانت المشاركة الأولى في سنة 1984. شارك في بطولة بان أميركان لكرة اليد للسيدات 8 مرات وكانت المشاركة الأولى في سنة 1986.